# اکرس گرین (کلرادو)
اکرس گرین، کلورادو (به انگلیسی: Acres Green, Colorado) در ایالات متحده آمریکا است که در شهرستان داگلاس واقع شده‌است.

## خصوصیات
اکرس گرین ۱٫۶ کیلومترمربع مساحت و ۳٬۰۰۷ نفر جمعیت دارد و ۱٬۷۷۸ متر بالاتر از سطح دریا واقع شده‌است.